# 情事變更原則
情事變更原則，為契約法上之解釋原則。英美法上認為情事變更原則係指契約成立或履行中，遭遇不可預料的障礙（unexpected obstacles），或新情況(new condition)致使契約履行發生困難或不利益，且非兩造當事人於訂約時所得預見時，當事人得在法院主張此原則，以作為調解契約內容之衡平措施。
台灣民法係規定於第227條之2：「I契約成立後，情事變更，非當時所得預料，而依其原有效果顯失公平者，當事人得聲請法院增、減其給付或變更其他原有之效果。 II前項規定，於非因契約所發生之債，準用之。 」